# مایکل گارداوسکی
مایکل گارداوسکی (لهستانی: Michał Gardawski؛ زادهٔ ۲۵ سپتامبر ۱۹۹۰) بازیکن فوتبال اهل آلمان است.
از باشگاه‌هایی که در آن بازی کرده‌است می‌توان به باشگاه فوتبال اشتوتگارت، باشگاه فوتبال کلن، باشگاه فوتبال کارل زایس ینا، باشگاه فوتبال هانزا روستوک، باشگاه فوتبال دویسبورگ، و باشگاه فوتبال اسنابروک اشاره کرد.
وی همچنین در تیم ملی فوتبال جوانان آلمان بازی کرده‌است.